# Municipio de Maple Ridge (condado de Alpena)
El municipio de Maple Ridge (en inglés: Maple Ridge Township) es un municipio ubicado en el condado de Alpena en el estado estadounidense de Míchigan. En el año 2010 tenía una población de 1690 habitantes y una densidad poblacional de 12,12 personas por km².

## Geografía
El municipio de Maple Ridge se encuentra ubicado en las coordenadas 45°7′55″N 83°33′20″O / 45.13194, -83.55556. Según la Oficina del Censo de los Estados Unidos, el municipio tiene una superficie total de 139.39 km², de la cual 133,7 km² corresponden a tierra firme y (4,08 %) 5,69 km² es agua.

## Demografía
Según el censo de 2010, había 1690 personas residiendo en el municipio de Maple Ridge. La densidad de población era de 12,12 hab./km². De los 1690 habitantes, el municipio de Maple Ridge estaba compuesto por el 97,57 % blancos, el 0,18 % eran afroamericanos, el 1,24 % eran amerindios, el 0,06 % eran asiáticos, el 0,06 % eran de otras razas y el 0,89 % eran de una mezcla de razas. Del total de la población el 0,36 % eran hispanos o latinos de cualquier raza.